# Мемориал павшим советским воинам в Тиргартене
Мемориал павшим советским воинам в Тиргартене находится в берлинском Большом Тиргартене (округ Митте, район Тиргартен), на улице 17 Июня. Возведён в 1945 году в память о советских воинах, павших в сражениях Второй мировой войны.

## Памятники советским солдатам в Берлине
В память о 75 тысячах советских солдат, погибших во время штурма Берлина, по окончании Второй мировой войны в Берлине были построены многочисленные памятники над братскими могилами во многих районах города. Позднее эти захоронения частично были перенесены в четыре крупные локации в Берлине, где были установлены грандиозные стелы и памятники. Эти мемориалы — не только памятники Великой Победе, но и места вечного упокоения воинов Красной армии — освободителей Германии от национал-социализма.
Центральным мемориалом считается памятник Воину-освободителю в берлинском Трептов-парке.
Кроме памятников в Тиргартене и Трептов-парке, ещё один памятник павшим советским воинам находится в крупнейшем по числу захоронений мемориале в Шёнхольцер-Хайде, в районе Панков.
Советское воинское кладбище и памятная стела находятся и на территории Марцанского паркового кладбища, где похоронены тела 494 советских солдат и офицеров, а также погибшие военнослужащие советских вооружённых сил в Германии. Урна из ракушечного известняка содержит прах 142 погибших во Второй мировой войне солдат. Останки погибших в бою за Берлин были перезахоронены сюда в 1957—1958 годах из дворцового парка Бисдорф, их изначального места захоронения. Также здесь нашли покой останки неизвестных советских солдат, найденные в 1992—1993 годах при строительных работах в районах Берлина Митте и Лихтенберг, они были захоронены с отданием воинских почестей.
Ежегодно 8 мая проводится торжественное возложение венков к могилам павших воинов.
Германо-российский музей «Берлин-Карлсхорст» и отдел по военно-мемориальной работе
Посольства Российской Федерации в ФРГ ведут реестр памятников и захоронений советских воинов и узников нацизма в Германии.

## Мемориал
Памятник павшим солдатам возведён по решению Военного совета 1-го Белорусского фронта по проекту скульпторов Л. Е. Кербеля и В. Е. Цигаля и архитектора Н. В. Сергиевского на тогдашнем Шарлоттенбургском шоссе (ныне — улице 17 Июня). Памятник торжественно открылся парадом союзнических войск 11 ноября 1945 года.
Центральная часть мемориала представляет собой вогнутый ряд колонн с более крупной центральной колонной, являющейся постаментом для восьмиметровой бронзовой статуи советского воина. Винтовка на его плече говорит о закончившейся войне. Надписи на колоннах рассказывают о различных родах войск и хранят списки погибших солдат. По обеим сторонам мемориала установлены два танка Т-34-76, один из которых № 300, дошёл до Берлина от предместий Ленинграда , и две пушки-гаубицы МЛ-20, принимавшие участие в битве за Берлин. Справа и слева от главной дорожки находятся захоронения погибших советских офицеров.
За спиной у солдата в небольшом сквере покоятся останки советских солдат. Точное количество захороненных здесь неизвестно и составляет по разным неподтверждённым данным от 2000 до 2500 человек. На мемориальных платах увековечены имена 178 солдат и офицеров. Имеются ошибки в некоторых данных увековеченных на мемориальных плитах павших воинов.
Долгие годы территория мемориала являлась советским анклавом на территории бывшего британского сектора оккупации Берлина. До окончательного вывода Группы советских войск в Германии (ЗГВ) в 1994 году у памятника стоял торжественный караул 1-й мотострелковой роты 133-го отдельного мотострелкового батальона 6-й отдельной мотострелковой бригады.
7 ноября 1970 года неонацист Эккехард Вайль стрелял в советского солдата Ивана Щербака, охранявшего Мемориал. Щербак получил два тяжелых ранения. Военный суд британской зоны Западного Берлина приговорил Вайля к 6 годам заключения.
9 ноября 1990 советских солдат в карауле сменили немецкие полицейские. В 1993 году мемориальное сооружение было передано в ведение городских властей. Между Германией и Российской Федерацией заключены двусторонние соглашения об уходе за воинскими захоронениями.
29 апреля 2008 года мемориал павшим воинам в Тиргартене открылся после реставрации в преддверии празднования очередной годовщины Великой Победы.
В ночь на 9 мая 2010 года мемориал был осквернён, на памятник красной краской была нанесена свастика и слова на немецком: «Убийца, насильник, вор». «Посольство направит в этой связи резкую ноту протеста», — заявил журналистам на этот инцидент посол России в Германии Владимир Котенев.
В 2019 году начаты ремонтно-восстановительные работы на мемориале, которые продолжатся до середины 2021 года.

## В нумизматике
1 августа 2016 года Центральным банком России была выпущена пятирублёвая монета из серии «Города—столицы государств, освобожденные советскими войсками от немецко-фашистских захватчиков», посвящённая Берлину, на реверсе которой изображён мемориал павшим советским воинам в парке «Большой Тиргартен» в Берлине. Количество экземпляров — два миллиона.

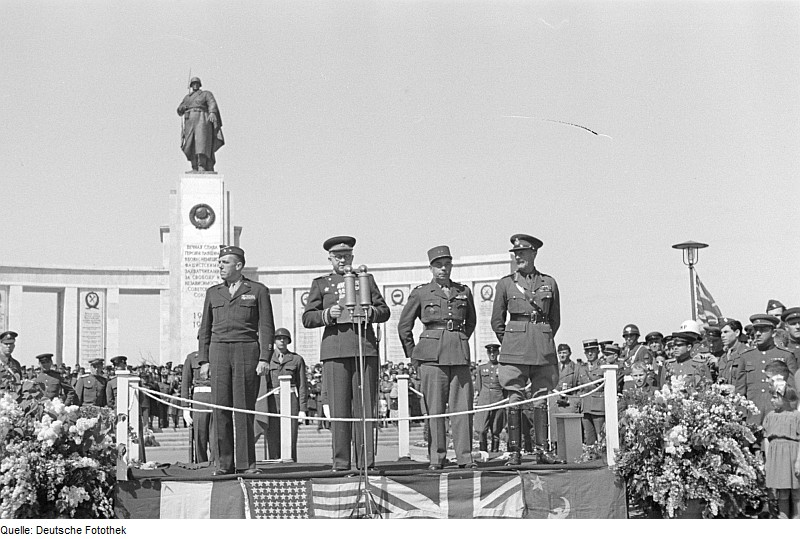
Советский военный комендант Берлина А. Г. Котиков, коменданты французского, американского и британского секторов на параде союзников у подножия памятника. 8 мая 1946 года
Мемориал павшим советским воинам в Тиргартене 8 мая 1982 года
Караул в Тиргартене с Зайцевым М. М. и Абрасимовым П. А.. 1982 год
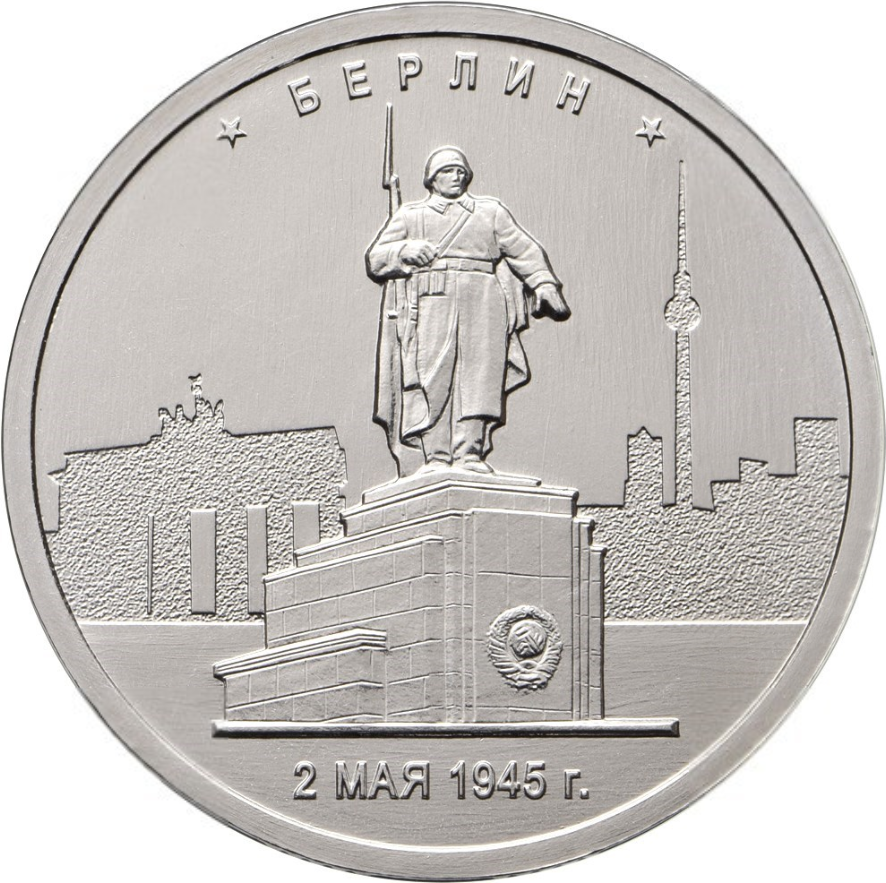
Монета Банка России 2016 года